# Aporobopyrus parvulus
Aporobopyrus parvulus är en kräftdjursart som först beskrevs av M. Bourdon 1983.  Aporobopyrus parvulus ingår i släktet Aporobopyrus och familjen Bopyridae. Inga underarter finns listade i Catalogue of Life.